# Canberra Knights
Canberra Knights je australský hokejový klub. Působí v městě Phillip, které je součástí Teritoria hlavního města Austrálie Canberry. Vznikl v roce 1981. V osmdesátých a začátkem devadesátých let hrával v New South Wales Superleague- lize, které působila převážně na území státu New South Wales, a poté v nástupnické soutěži – East Coast Super League (ECSL). V roce 1998 tuto soutěž vyhrál. Když v roce 2000 vznikla Australian Ice Hockey League jako nejvyšší celostátní liga, stali se Canberra Knights jedním ze tří zakládajících týmů. ECSL se přeměnila v juniorskou soutěž.
Klub prozatím v Australian Ice Hockey League většího úspěchu nedosáhl, od zavedení playoff v roce 2003 se nikdy nedostal mezi nejlepší čtyři týmy do vyřazovacích bojů, většinou obsazoval předposlední či poslední místo.